# Baldwin IV Trędowaty
Baldwin IV Trędowaty (fr. Baudouin IV le Lépreux) (ur. 1161, zm. 16 marca 1185 w Jerozolimie) – król jerozolimski od 1174 do 1185 roku.

## Życiorys
Był synem Amalryka I i jego pierwszej żony Agnieszki z Courtenay, młodszym bratem Sybilli. Od 9. roku życia cierpiał na trąd. Jego wychowawcą był arcybiskup Wilhelm z Tyru.

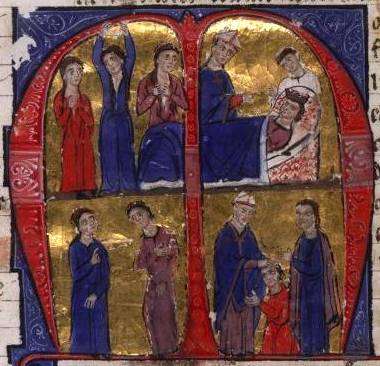
Śmierć Amalryka I i koronacja Baldwina IV

Baldwin został koronowany na króla cztery dni po śmierci swojego ojca, 15 lipca 1174 roku. Początkowo rządy regencyjne w jego imieniu sprawował Miles de Plancy, który naraził się na niechęć pozostałych baronów i został zamordowany. Po Milesie oficjalnym regentem Baldwina został Rajmund, hrabia Trypolisu i książę Galilei, który sprawował rządy regencyjne do osiągnięcia przez niego wieku 16 lat. Powołanie go na ten urząd zapoczątkowało rozłam wśród dostojników Królestwa Jerozolimskiego. Większość miejscowych baronów i joannici popierali Rajmunda i jego pokojową politykę. Pozostali, między innymi Renald z Châtillon, Joscelin III (tytularny hrabia Edessy), templariusze oraz przybysze z Zachodu, opowiadali się za bardziej agresywnymi działaniami. Młody Baldwin starał się utrzymywać równowagę między obydwoma stronnictwami, co utrudniał mu duży wpływ matki, będącej siostrą Joscelina III. To właśnie ona przeforsowała zawarcie małżeństwa między księżniczką Sybillą a pochodzącym z Francji Gwidonem de Lusignan, którego nie akceptował ani Baldwin, ani większość baronów. Skutkiem działań hrabiny Agnieszki było także powołanie Herakliusza, arcybiskupa Cezarei, na patriarchę Jerozolimy.
W polityce zagranicznej Baldwin dążył do zjednoczenia chrześcijan w walce z muzułmanami, zaś z drugiej strony, do zawarcia na pewien czas pokoju z Saladynem. Wcześniej jednak, w listopadzie 1177 roku, Saladyn wyprawił się na Królestwo Jerozolimskie z zamiarem zajęcia Askalonu. Młody król wyruszył sułtanowi na spotkanie z pięcioma setkami zbrojnych. Do głównego starcia doszło 25 listopada pod Montgisard. Bitwa ta była największym sukcesem militarnym „Króla Trędowatego”, który był już wtedy w złym stanie zdrowia. Z relacji ówczesnych kronikarzy można wnioskować, że niebagatelny wpływ na morale rycerzy Królestwa Jerozolimskiego mógł mieć widok wycieńczonego chorobą króla, modlącego się przed bitwą przed relikwiami Krzyża Świętego. Baldwin ostatecznie znalazł w sobie dość sił fizycznych i duchowych, aby skutecznie stawić czoła Saladynowi. Oddziały sułtana zostały praktycznie całkowicie rozbite, a on sam musiał uciekać z pola bitwy pod eskortą swojej straży przybocznej. Baldwin IV nie mógł jednak wykorzystać zwycięstwa spod Montgisard, ponieważ pościg za Saladynem oznaczałby pozostawienie państwa krzyżowców bez armii.

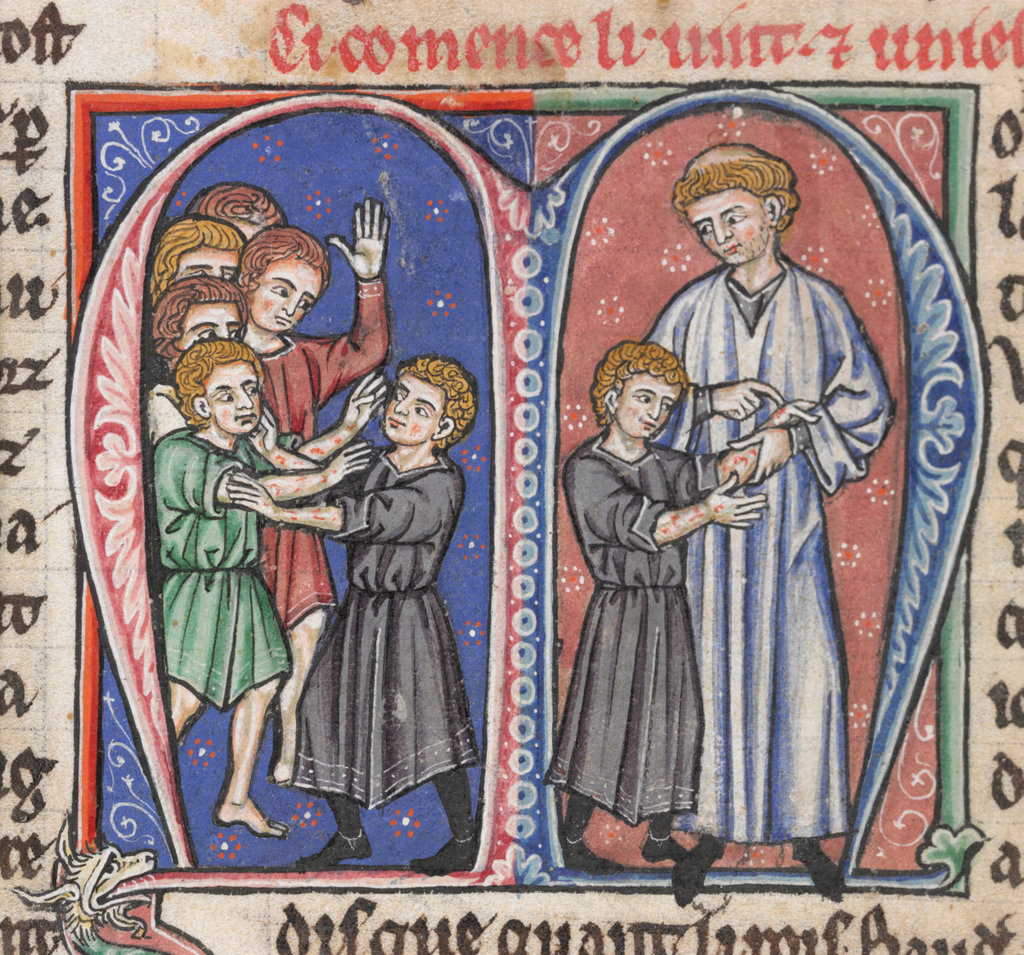
Wilhelm z Tyru był pierwszą osobą, która dostrzegła u młodego Baldwina objawy trądu.

W maju 1180 roku udało mu się podpisać rozejm. Jednak w swoich planach król nie wziął pod uwagę charakteru Renalda de Châtillon, który ani myślał przerwać swoich napaści na muzułmańskie karawany. Doprowadziło to do zerwania rozejmu i uwięzienia w Damietcie 1500 chrześcijańskich pielgrzymów, zdążających na statkach do Ziemi Świętej.
Na początku 1183 Baldwin zachorował na febrę. Choć udało mu się podźwignąć z choroby, w jej efekcie trąd zaatakował go ze zdwojoną siłą. Król stracił władzę w rękach i nogach i niemal zupełnie oślepł. Nie mogąc samodzielnie rządzić, powierzył szwagrowi Gwidonowi urząd regenta i władzę nad całym państwem poza Jerozolimą.
Mniej więcej w tym samym czasie Renald z Châtillon zdobył port Ajla (zajęty przez Saladyna w grudniu 1170 roku) i zwodował na Zatoce Akaba flotyllę statków, których zadaniem miało być łupienie okrętów muzułmańskich na Morzu Czerwonym oraz nadmorskich miast. Korsarze splądrowali miasteczka na wybrzeżu Afryki, spalili statki w kilku arabskich portach i zatopili okręt wiozący pielgrzymów do Dżiddy. Ten ostatni czyn wywołał gwałtowną reakcję całego muzułmańskiego świata. Wszyscy władcy islamscy, nawet dotychczasowi sojusznicy Franków, odwrócili się od nich.
W odpowiedzi Saladyn we wrześniu 1183 roku wraz ze swym wojskiem wkroczył do Palestyny. Naprzeciwko niemu wyruszyła armia frankijska pod wodzą Gwidona z Lusignan. Do ich spotkania doszło w pobliżu Źródła Goliata na równinie Ezdrelon. W starciu tym Gwidon okazał się człowiekiem niezdecydowanym i nie radzącym sobie w sytuacjach kryzysowych. Wobec jego długiego wahania tylko zdecydowana postawa hrabiego Rajmunda z Trypolisu i Baliana z Ibelinu uchroniły armię przed klęską.
Wkrótce potem doszło do kłótni między Gwidonem i królem. Baldwin zwołał baronów królestwa na naradę, w efekcie której Lusignana pozbawiono regencji. Król postanowił ponownie przejąć bezpośrednie rządy. Aby zapobiec w przyszłości objęciu władzy przez szwagra, 23 listopada 1183 roku monarcha ogłosił dziedzicem swojego siostrzeńca Baldwina. Jednocześnie bezskutecznie starał się przekonać Sybillę do unieważnienia małżeństwa. Obrażony Gwidon wycofał się do swojego hrabstwa. Wojska królewskie odebrały mu Jaffę, Lusignan obronił jednak przed nimi swoje drugie miasto, Askalon.
W 1185 roku spodziewający się rychłej śmierci Baldwin powierzył regencję hrabiemu Trypolisu, Rajmundowi. Kilka tygodni później zmarł. Jego szczątki spoczęły w kościele Świętego Grobu.

## W kulturze
Tytułowy bohater powieści Zofii Kossak – Król trędowaty.
Pojawia się w filmie Królestwo niebieskie Ridleya Scotta (2005).